# Ruberth Morán
Dickson Ruberth Morán Puleo, más conocido como Ruberth Morán (Mérida, Venezuela; 11 de agosto de 1973), es un exfutbolista y entrenador venezolano. Jugaba como delantero o centrocampista y su último equipo fue Estudiantes de Mérida de la Primera División de Venezuela.
Con 14 goles, es el cuarto jugador con más goles en la selección de fútbol de Venezuela. Además, es el tercer jugador con más goles anotados en competencias oficiales con 11, solo superado por Juan Arango con 14 y Salomón Rondón con 16.

## Carrera
Ruberth Morán integró la plantilla de Estudiantes de Mérida F.C que logró acceder a los cuartos de final de la Copa Libertadores de América en su edición del año 1999. En ese torneo, Morán se consagró como líder goleador, compartiendo el galardón con otros 5 jugadores (Víctor Bonilla (Dep. Cali-COL), Fernando Baiano (Corinthians-BRA), Gauchinho (Cerro Porteño-PAR), Rubén Sosa (Nacional-URU) y Martín Zapata (Dep. Cali-COL).
En las Liguillas Pre-Libertadores de 1998 con Estudiantes de Mérida anotó 4 goles. En la Liguilla Pre-Libertadores de 2001 con Deportivo Italchacao anotó 1 gol. En la Copa Conmebol 1999 anotó 3 goles jugando para Estudiantes de Mérida. En la Copa Libertadores 1999 anotó 6 goles jugando para Estudiantes de Mérida. En la Copa Libertadores 2004 anotó 1 gol jugando para Maracaibo, y en la Copa Libertadores 2007 anotó 1 gol jugando para Deportivo Táchira.
A principios de marzo del 2009 Ruberth es informado por parte de médicos del club Estudiantes de Mérida que sufría un desgaste de los meniscos y osteocondritis en la rodilla derecha. Dio por finalizada su carrera el 15 de marzo de 2009 ante el Caracas en el Estadio Metropolitano de Mérida.

## Selección nacional
Debutó en la selección de fútbol de Venezuela en un partido amistoso disputado contra Guatemala el 27 de marzo de 1996 disputado en el Estadio Mateo Flores de la Ciudad de Guatemala. En total, ha disputado 66 encuentros con 16 goles convertidos.

### Copa América
| Copa América      | Juegos | Goles |
| ----------------- | ------ | ----- |
| Copa América 1999 | 3      | 0     |
| Copa América 2004 | 3      | 1     |

### Goles
Los marcadores y la lista de resultados muestran el número de goles de Venezuela primero.
| Gol | Fecha                   | Sede                                                                 | Rival      | Marcador | Resultado | Competición        |
| --- | ----------------------- | -------------------------------------------------------------------- | ---------- | -------- | --------- | ------------------ |
| 1.  | 2 de octubre de 1996    | Estadio Agustín Tovar, Barinas, Venezuela                            | Costa Rica | 2–0      | 2–0       | Amistoso           |
| 2.  | 2 de octubre de 1996    | Estadio Polideportivo de Pueblo Nuevo, San Cristóbal, Venezuela      | Ecuador    | 3–0      | 3–2       | Amistoso           |
| 3.  | 28 de junio de 2000     | Estadio Polideportivo de Pueblo Nuevo, San Cristóbal, Venezuela      | Bolivia    | 2–0      | 4–2       | Eliminatorias 2002 |
| 4.  | 5 de julio de 2000      | Estadio Tecnológico, Monterrey, México                               | México     | 1–0      | 1–2       | Amistoso           |
| 5.  | 14 de agosto de 2001    | Estadio José Pachencho Romero, Maracaibo, Venezuela                  | Uruguay    | 1–0      | 2–0       | Eliminatorias 2002 |
| 6.  | 6 de octubre de 2001    | Estadio Polideportivo de Pueblo Nuevo, San Cristóbal, Venezuela      | Perú       | 3–0      | 3–0       | Eliminatorias 2002 |
| 7.  | 8 de noviembre de 2001  | Estadio Polideportivo de Pueblo Nuevo, San Cristóbal, Venezuela      | Paraguay   | 1–0      | 3–1       | Eliminatorias 2002 |
| 8.  | 12 de julio de 2004     | Estadio Mansiche, Trujillo, Perú                                     | Bolivia    | 1–0      | 1–1       | Copa América 2004  |
| 9.  | 9 de octubre de 2004    | Estadio José Pachencho Romero, Maracaibo, Venezuela                  | Brasil     | 1–5      | 2–5       | Eliminatoria 2006  |
| 10. | 9 de octubre de 2004    | Estadio José Pachencho Romero, Maracaibo, Venezuela                  | Brasil     | 2–5      | 2–5       | Eliminatoria 2006  |
| 11. | 14 de octubre de 2004   | Estadio Polideportivo de Pueblo Nuevo, San Cristóbal, Venezuela      | Ecuador    | 2–1      | 3–1       | Eliminatoria 2006  |
| 12. | 14 de octubre de 2004   | Estadio Polideportivo de Pueblo Nuevo, San Cristóbal, Venezuela      | Ecuador    | 3–1      | 3–1       | Eliminatoria 2006  |
| 13. | 17 de noviembre de 2004 | Estadio Monumental Antonio Vespucio Liberti, Buenos Aires, Argentina | Argentina  | 1–1      | 2–3       | Eliminatoria 2006  |
| 14. | 8 de junio de 2005      | Estadio Nacional Julio Martínez Prádanos, Santiago, Chile            | Chile      | 1–2      | 1–2       | Eliminatoria 2006  |

## Clubes

### Como jugador
| Club                  | País      | Año       |
| --------------------- | --------- | --------- |
| Estudiantes de Mérida | Venezuela | 1993-1995 |
| Minervén              | Venezuela | 1995      |
| Estudiantes de Mérida | Venezuela | 1996      |
| Atlético Zulia        | Venezuela | 1996-1998 |
| Estudiantes de Mérida | Venezuela | 1998-1999 |
| Córdoba               | España    | 2000      |
| Deportivo Italchacao  | Venezuela | 2000-2001 |
| Estudiantes de Mérida | Venezuela | 2001-2002 |
| Deportivo Táchira     | Venezuela | 2002-2003 |
| Maracaibo             | Venezuela | 2003-2004 |
| Atlético Bucaramanga  | Colombia  | 2004      |
| Argentinos Juniors    | Argentina | 2005      |
| Estudiantes de Mérida | Venezuela | 2005-2006 |
| Odd Grenland          | Noruega   | 2006      |
| Cúcuta Deportivo      | Colombia  | 2006      |
| Deportivo Táchira     | Venezuela | 2007-2008 |
| Estudiantes de Mérida | Venezuela | 2008-2009 |

### Como director técnico
| Club                  | País      | Año       |
| --------------------- | --------- | --------- |
| Deportivo Anzoátegui  | Venezuela | 2014-2015 |
| Estudiantes de Mérida | Venezuela | 2016      |

## Palmarés

### Campeonatos nacionales
| Título              | Club              | País      | Año     |
| ------------------- | ----------------- | --------- | ------- |
| Torneo Finalización | Cúcuta Deportivo  | Colombia  | 2006    |
| Primera División    | Deportivo Táchira | Venezuela | 2007-08 |

### Distinción Individual
| Año                             | Club                  | Goles |
| ------------------------------- | --------------------- | ----- |
| Copa Libertadores 1999 Goleador | Estudiantes de Mérida | 6     |